# Burg Honberg

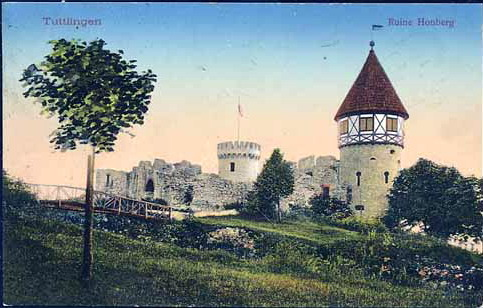
Ruine Honberg 1911

Die Burg Honberg ist die Ruine einer spätmittelalterlichen Festung oberhalb des Donautals (642 m ü. NN) auf dem gleichnamigen Honberg auf 739 m ü. NN inmitten der an der Donau gelegenen baden-württembergischen Kreisstadt Tuttlingen. Sie geht auf eine Festungsanlage zurück und war nie eine Burg im engeren Sinne. Sie war im späten Mittelalter eine der wichtigsten württembergischen Landesfestungen.

## Geschichte
Die Festung Honberg wurde 1460/1470 von Graf Eberhard im Bart erbaut. 1645, im Dreißigjährigen Krieg, wurde die Anlage bis auf die Grundmauern zerstört. Die Zerstörung der Festung wurde hierbei auf Befehl Konrad Widerholts, des Kommandanten der Festung Hohentwiel, von der Besatzung selbst durchgeführt, um die Stadt Tuttlingen vor dem überlegenen Feind zu schützen (so sagt es zumindest der Anschlag an einem der Türme). Andere Meinungen besagen, dass zur Schlacht bei Tuttlingen bereits 1643 das Gemäuer verfallen war. Später wurde die Ruine weiter geschädigt, weil man die Steine zum Bau der Schwäbischen Hüttenwerke Ludwigstal verwendete. Nach dem Stadtbrand von 1803 wurden viele Steine als Baumaterial für den Wiederaufbau der Stadt verwendet. Erst im 19. Jahrhundert wurden die beiden Türme des Schlosses wieder durch die von einem Förderverein gesammelten Spenden aufgebaut, allerdings nicht in der ursprünglichen Form.

## Heutige Nutzung
Jedes Jahr in den Sommermonaten dient die Ruine als Kulisse für den Tuttlinger Honberg-Sommer, einem über zweiwöchigen Zelt-Musik-Festival inmitten der Festungsmauern.
Gelegentlich wird die Anlage auch für weitere Veranstaltungen wie mittelalterliche Märkte genutzt.
Die Antenne des Sender Tuttlingen (Honberg) befindet sich mittlerweile in einem der Türme. Bis Juni 2013 stand dafür ein Stahlfachwerkturm östlich der Ruine.